# Kabinett Ricasoli I
Das Kabinett Ricasoli I regierte das Königreich Italien vom 12. Juni 1861 bis zum 3. März 1862. Es folgte dem Kabinett Cavour IV, das nach dem überraschenden Tod von Ministerpräsident Camillo Benso von Cavour am 6. Juni 1861 zurückgetreten war. Ministerpräsident war Baron Bettino Ricasoli, der im Juni 1866 mit dem Kabinett Ricasoli II ein zweites Mal eine Regierung anführte. Das Kabinett Ricasoli I war das zweite Kabinett des Königreiches und zugleich das zweite Kabinett der VIII. Legislaturperiode. Es stützte sich im Parlament im Wesentlichen auf die sogenannte „Historische Rechte“ (italienisch Destra storica).
Das Kabinett Ricasoli I war 8 Monate und 19 Tage im Amt. Es wurde vom Kabinett Rattazzi I abgelöst, nachdem Ricasoli im Dissens mit König Viktor Emanuel II. über die politische Rolle des Königs seinen Rücktritt einreichte.

## Minister

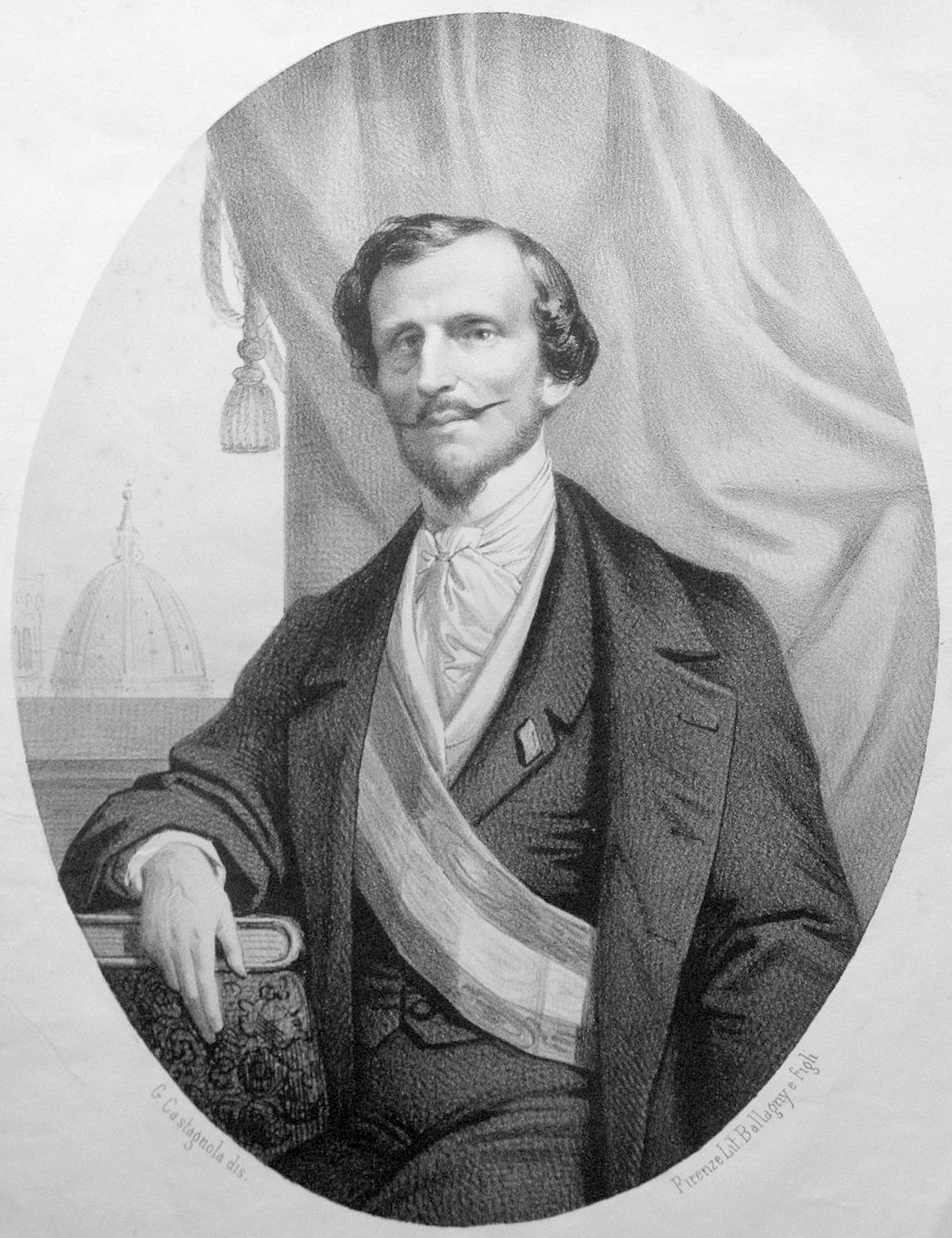
Bettino Ricasoli

| Ministerien                          | Name                                                                                    |
| ------------------------------------ | --------------------------------------------------------------------------------------- |
| Ministerpräsident                    | Bettino Ricasoli                                                                        |
| Äußeres                              | Bettino Ricasoli                                                                        |
| Inneres                              | Marco Minghetti (bis 31. August 1861) Bettino Ricasoli (ab 1. September 1861)           |
| Justiz und Kirchenangelegenheiten    | Vincenzo Miglietti                                                                      |
| Krieg                                | Bettino Ricasoli (bis 4. September 1861) Alessandro Della Rovere (ab 5. September 1861) |
| Marine                               | Luigi Federico Menabrea                                                                 |
| Finanzen                             | Pietro Bastogi                                                                          |
| Öffentliche Arbeiten                 | Ubaldino Peruzzi                                                                        |
| Bildung                              | Francesco De Sanctis                                                                    |
| Landwirtschaft, Industrie und Handel | Filippo Cordova                                                                         |